# Suomen virallinen lista
Finlands officielle hitliste (finsk Suomen virallinen lista, svensk: Finlands officiella lista) er den nationale hitliste i Finland der sammensættes af Musiikkituottajat – IFPI Finland. Navnet Suomen virallinen lista (bogstaveligt "the Official Finnish Chart"), hvilket er singulært på både finsk og svensk, bruges generisk til at referere både til album- og single-hitlisten og konteksten (albums eller sange) afslører hvilket hitliste der menes.
De første hitlister blev offentliggjort i 1951. Der findes i dag flere hitlister:
- Album (Top 50)
- Singler (Top 20)
- Mellempris albums (Top 10)
- Musik DVDer (Top 10)